# 太一
太一，又作太乙、泰一，也寫為天一，原是中國古代天文學中的星名，即北極星，後成為先秦兩漢民間信仰的最高神明太一神，奉為天帝，相當於上帝。知識份子則把太一哲學化，想像為永恒不變的法則，即「道」，或宇宙的本源。漢武帝時期，成為官方信仰，位居五方上帝之上，由皇帝進行祭祀。

## 概論
太一，在戰國時期，是楚國與秦國信仰中的最高神明。在《呂氏春秋》中，記載太一創造天地萬物，至漢朝時，仍為最高神。
在楚國，流傳太一為天地啟始的哲學思想。

## 太一星
太一星即天龍座42（或184），在商、周之際是北極星，到漢代，太一去極20.7度，在天文圖中位於紫微垣宮門外，已不是北極星。

## 太一神
太一在民間信仰中，視為北極星，是最尊貴的星神，在《楚辭》中稱為「東皇太一」，有人奉之為「天帝」。司馬遷《史記．天官書》：「中宮，天極星，其一明者，太一常居也。」漢末鄭玄：「太一者，北辰之神名也，居其所，曰太一。」唐代張守節《史記正義》：「泰一，天帝之別名也。」
太一操控人間吉凶禍福，緯書《春秋命曆序》：「太一主風雨、水旱、兵革、饑疫、災害。」祭祠太一，可以招致神仙。拜祭時，信眾以歌舞娛神。
漢代道教也崇拜太一，漢末太平道尊崇太一。修道之士冥想存思升上太一，《太平經》：「入室思道……乃上從天太一也。」太一並變成身神之一，六朝前期成書的《老子中經》教人存思太一。

### 官方祭祀
前133年，方士薄诱忌上奏建議祀祠太一，指太一位於五帝地位之上。漢武帝為太一立祠，最初只讓祠官主祭，自己並未參與。前112年，漢武帝開始把太一列入國家正祀，郊祀太一，成為國家認可的天帝。漢代天子所祀最高神原是「皇天上帝」，漢武帝為了登仙，將太一作為國家祀典的最高神祇來祭祀。
許多儒生不接受太一為最高神，主張回復祀祠奉皇天上帝。公元5年，漢平帝將兩神而為一，認為太一就是皇天上帝，連稱為「皇天上帝泰一」。東漢的國家祭祀，基本沿用漢平帝時的制度，最高神祇卻是「皇天上帝、后土神祇」，略去了「太一」之名，太一失去與皇天上帝並列的資格，下降為星神之一，與山川等神靈共祀。
在唐、宋兩代，太一地位曾一度重升，為朝廷所尊崇。

### 形象
在戰國時的楚國，太一半神半獸，頭戴雙羽冠冕，身披鎧甲，雙手和胯下各有一龍，左足踏日，右足踏月。
在山東、河南地區現存一些漢代的畫像石，雕刻了太一的圖像。漢初的太一仍未人形化，有時是人首蛇身，戴冠，身著長袖身服，有時是面目猙獰凶惡的怪獸，往往伏羲、女媧分列左右。自東漢起，在儒家思想影響下，太一已人形化， 衣冠整齊。

## 哲理方面的太一
在先秦兩漢士人的想像中，太一就是元氣，是宇宙本源，開闢天地，又是宇宙法則「道」。戰國中期《太一生水》：「天地者，太一之所生也。」《呂氏春秋．大樂》：「道也者，至精也，不可為形，不可為名，強為之名，謂之太一。」莊子把太一視作絕對的虛無精神「道」，《莊子．天下》：「建之以常無有，主之以太一。」